# 盾齒鰶
盾齒鰶（学名：Clupanodon thrissa），又稱花鰶，俗名扁海鯽仔，為鯡科盾齒鰶属的下唯一一種。

## 分布
本魚分布西北太平洋區，包括中國、越南沿海海域。

## 深度
水深0至60公尺。

## 特徵
本魚體呈銀白色，背部顏色較深，體側無任何細小斑點及斑塊。鱗片大型而薄，易於脫落。背鰭無硬棘，軟條17至21枚，最後3枚軟條延長呈細絲狀，長度較短，只達臀鰭後緣上方。臀鰭有軟條20至25枚。體長可達26公分。

## 生態
本魚耐水質污染能力高，常出現在河口水域，主要以浮游生物為食。

## 經濟利用
春季捕獲者有卵，卵巢小型，集中油炸後，香酥可口。另外，此魚因多在底泥觅食，所以需要加大量大蒜和醬油以去除泥土味。